# Campionati europei di skeleton 2019
I Campionati europei di skeleton 2019 sono stati la venticinquesima edizione della rassegna continentale europea dello skeleton, manifestazione organizzata annualmente dalla Federazione Internazionale di Bob e Skeleton; si sono tenuti il 18 gennaio 2019 a Innsbruck, in Austria, sulla Olympia Eiskanal Innsbruck, il tracciato sul quale si svolsero le competizioni del bob e dello slittino ai Giochi di Innsbruck 1976 e le rassegne continentali del 1981, del 1983 (unicamente nella specialità maschile), del 2010, del 2013, del 2018 (anche in quella femminile), nonché del 2015 (soltanto in quella femminile). La località tirolese ha quindi ospitato le competizioni europee per la sesta volta nel singolo maschile e per la quinta in quello femminile.
Anche questa edizione si è svolta con la modalità della "gara nella gara" contestualmente alla sesta tappa della Coppa del Mondo 2018/2019.
Inizialmente il calendario prevedeva che i campionati europei si sarebbero dovuti svolgere a Schönau am Königssee, in Germania, durante la quarta tappa di Coppa del Mondo e in concomitanza con i campionati europei di bob 2019, ma stante le condizioni meteorologiche avverse avutesi nella località bavarese, la IBSF decise di annullare le competizioni delle skeleton e di spostare le gare valide per il titolo continentale alla tappa successiva, ovvero quella di Innsbruck.

## Risultati

### Singolo donne
La gara è stata disputata il 18 gennaio 2019 nell'arco di due manches e hanno preso parte alla competizione 16 atlete in rappresentanza di 10 differenti nazioni. Campionessa uscente era la russa Elena Nikitina, vincitrice anche nel 2013 e giunta seconda in questa edizione; il titolo è stato pertanto vinto dall'atleta di casa Janine Flock, al suo terzo alloro europeo dopo quelli conquistati nel 2014 e nel 2016, sopravanzando la Nikitina e la tedesca Jacqueline Lölling, argento olimpico a Pyeongchang 2018 nonché detentrice del titolo europeo 2017.
| Pos. | Atlete              | Nazione       | 1ª manche | 2ª manche | Totale  | Distacco |
| ---- | ------------------- | ------------- | --------- | --------- | ------- | -------- |
|      | Janine Flock        | Austria       | 54"34     | 54"30     | 1'48"64 | –        |
|      | Elena Nikitina      | Russia        | 54"43     | 54"64     | 1'49"07 | +0"43    |
|      | Jacqueline Lölling  | Germania      | 54"53     | 54"56     | 1'49"09 | +0"45    |
| 4    | Tina Hermann        | Germania      | 54"79     | 54"66     | 1'49"45 | +0"81    |
| 5    | Laura Deas          | Gran Bretagna | 54"87     | 54"61     | 1'49"48 | +0"84    |
| 6    | Julija Kanakina     | Russia        | 54"77     | 54"92     | 1'49"69 | +1"05    |
| 7    | Madelaine Smith     | Gran Bretagna | 54"74     | 54"99     | 1'49"73 | +1"09    |
| 8    | Sophia Griebel      | Germania      | 55"19     | 54"56     | 1'49"75 | +1"11    |
| 9    | Valentina Margaglio | Italia        | 54"99     | 54"79     | 1'49"78 | +1"14    |
| 10   | Marina Gilardoni    | Svizzera      | 54"92     | 54"88     | 1'49"80 | +1"16    |

Nota: in grassetto il miglior tempo di manche.

### Singolo uomini
La gara è stata disputata il 18 gennaio 2019 nell'arco di due manches e hanno preso parte alla competizione 16 atlete in rappresentanza di 10 differenti nazioni. Campione uscente, nonché vincitore delle ultime nove edizioni, era il lettone Martins Dukurs], che ha riconfermato ancora il titolo raggiungendo così quota dieci vittorie consecutive agli europei, sopravanzando il tedesco Axel Jungk, già bronzo nella precedente edizione, e il russo Aleksandr Tret'jakov, già campione olimpico a Soči 2014 ed europeo nel 2007.
| Pos. | Atleti                | Nazione       | 1ª manche | 2ª manche | Totale  | Distacco |
| ---- | --------------------- | ------------- | --------- | --------- | ------- | -------- |
|      | Martins Dukurs        | Lettonia      | 53"02     | 53"15     | 1'46"17 | –        |
|      | Axel Jungk            | Germania      | 53"24     | 53"22     | 1'46"46 | +0"29    |
|      | Aleksandr Tret'jakov  | Russia        | 53"50     | 53"04     | 1'46"54 | +0"37    |
| 4    | Tomass Dukurs         | Lettonia      | 53"24     | 53"45     | 1'46"69 | +0"52    |
| 5    | Marcus Wyatt          | Gran Bretagna | 53"73     | 53"36     | 1'47"09 | +0"92    |
| 6    | Kilian von Schleinitz | Germania      | 53"65     | 53"66     | 1'47"31 | +1"14    |
| 7    | Vladislav Marčenkov   | Russia        | 53"70     | 53"82     | 1'47"52 | +1"35    |
| 8    | Nikita Tregubov       | Russia        | 53"72     | 53"82     | 1'47"54 | +1"37    |
| 8    | Jerry Rice            | Gran Bretagna | 53"74     | 53"80     | 1'47"54 | +1"37    |
| 10   | Florian Auer          | Austria       | 53"79     | 53"78     | 1'47"57 | +1"40    |

Nota: in grassetto il miglior tempo di manche.

## Medagliere
| Pos.   | Nazione  | Oro | Argento | Bronzo | Totale |
| ------ | -------- | --- | ------- | ------ | ------ |
| 1      | Austria  | 1   | 0       | 0      | 1      |
| 1      | Lettonia | 1   | 0       | 0      | 1      |
| 3      | Germania | 0   | 1       | 1      | 2      |
| 3      | Russia   | 0   | 1       | 1      | 2      |
| Totale | Totale   | 2   | 2       | 2      | 6      |